# Ouacif
Ouacif es un municipio (baladiyah) de la provincia o valiato de Tizi Ouzou en Argelia. En abril de 2008 tenía una población censada de 10 313 habitantes.
Se encuentra ubicado al norte del país, en la región de Cabilia, a poca distancia de la costa del mar Mediterráneo y al este de Argel.